# Minoru Yamasaki
Minoru Yamasaki, född 1 december 1912 i Seattle, död 6 februari 1986 i Bloomfield Hills, Michigan, var en amerikansk arkitekt av japansk börd. 
Han är bland annat känd för att ha ritat Pruitt-Igoe (färdigställt 1955) i Saint Louis och tvillingtornen för World Trade Center i New York som stod klara 1973.